# Neoascia confusa
Neoascia confusa är en tvåvingeart som beskrevs av Mutin 1993. Neoascia confusa ingår i släktet dvärgblomflugor, och familjen blomflugor. Inga underarter finns listade i Catalogue of Life.